# Serob Grigoryan
Serob Grigoryan (tiếng Nga: Сероб Давидович Григорян, tiếng Armenia: Սերոբ Գրիգորյան; sinh 4 tháng 2 năm 1995),là một cầu thủ bóng đá Nga-Armenia hiện tại thi đấu cho FC Pyunik ở Giải bóng đá ngoại hạng Armenia.

## Sự nghiệp câu lạc bộ
Grigoryan ra mắt ở Giải bóng đá chuyên nghiệp quốc gia Nga cho FC Zenit Penza ngày 31 tháng 8 năm 2015 trong trận đấu với FC Avangard Kursk.

## Thống kê sự nghiệp

### Câu lạc bộ
Tính đến trận đấu diễn ra ngày 12 tháng 12 năm 2020
| Câu lạc bộ          | Mùa giải            | Giải vô địch                    | Giải vô địch | Giải vô địch | Cúp quốc gia | Cúp quốc gia | Châu lục | Châu lục  | Khác | Khác      | Tổng | Tổng      |
| Câu lạc bộ          | Mùa giải            | Hạng đấu                        | Trận         | Bàn thắng    | Trận         | Bàn thắng    | Trận     | Bàn thắng | Trận | Bàn thắng | Trận | Bàn thắng |
| ------------------- | ------------------- | ------------------------------- | ------------ | ------------ | ------------ | ------------ | -------- | --------- | ---- | --------- | ---- | --------- |
| Krylia Sovetov      | 2012–13             | Giải bóng đá ngoại hạng Nga     | 0            | 0            | 0            | 0            | 0        | 0         | –    | –         | 0    | 0         |
| Krylia Sovetov      | 2013–14             | Giải bóng đá ngoại hạng Nga     | 0            | 0            | 0            | 0            | 0        | 0         | –    | –         | 0    | 0         |
| Krylia Sovetov      | 2014–15             | Giải bóng đá ngoại hạng Nga     | 0            | 0            | 0            | 0            | –        | –         | –    | –         | 0    | 0         |
| Krylia Sovetov      | 2015–16             | Giải bóng đá ngoại hạng Nga     | 0            | 0            | 0            | 0            | –        | –         | –    | –         | 0    | 0         |
| Krylia Sovetov      | 2016–17             | Giải bóng đá ngoại hạng Nga     | 0            | 0            | 0            | 0            | 0        | 0         | –    | –         | 0    | 0         |
| Krylia Sovetov      | Tổng                | Tổng                            | 0            | 0            | 0            | 0            | 0        | 0         | -    | -         | 0    | 0         |
| Shirak (mượn)       | 2014–15             | Giải bóng đá ngoại hạng Armenia | 12           | 0            | 2            | 0            | 0        | 0         | –    | –         | 14   | 0         |
| Zenit Penza (mượn)  | 2015–16             | Russian Football League         | 1            | 0            | 0            | 0            | –        | –         | –    | –         | 1    | 0         |
| Pyunik              | 2015–16             | Giải bóng đá ngoại hạng Armenia | 6            | 0            | 0            | 0            | 0        | 0         | –    | –         | 6    | 0         |
| Pyunik              | 2016–17             | Giải bóng đá ngoại hạng Armenia | 28           | 0            | 5            | 0            | 1        | 0         | –    | –         | 34   | 0         |
| Pyunik              | 2017–18             | Giải bóng đá ngoại hạng Armenia | 23           | 0            | 2            | 0            | 2        | 0         | -    | -         | 27   | 0         |
| Pyunik              | 2018–19             | Giải bóng đá ngoại hạng Armenia | 9            | 0            | 1            | 0            | 6        | 0         | -    | -         | 16   | 0         |
| Pyunik              | 2019–20             | Giải bóng đá ngoại hạng Armenia | 16           | 0            | 1            | 0            | 0        | 0         | -    | -         | 17   | 0         |
| Pyunik              | 2020–21             | Giải bóng đá ngoại hạng Armenia | 10           | 0            | 1            | 0            | -        | -         | -    | -         | 11   | 0         |
| Pyunik              | Tổng                | Tổng                            | 92           | 0            | 10           | 0            | 9        | 0         | -    | -         | 111  | 0         |
| Tổng cộng sự nghiệp | Tổng cộng sự nghiệp | Tổng cộng sự nghiệp             | 92           | 0            | 10           | 0            | 9        | 0         | -    | -         | 111  | 0         |